# D-A-D
Pour les articles homonymes, voir DAD.
D-A-D est un groupe de hard rock danois, originaire de Copenhague. Formé à l'origine sous le nom Disneyland After Dark, le groupe devient D.A.D en 1989, alors qu'il commence à connaître un succès à l'échelle internationale, pour éviter un procès de la part de The Walt Disney Company. En 2000, il change la ponctuation de son nom en D-A-D.

## Biographie
Formé au début des années 1980 à Copenhague, Danemark, le groupe s'appelle initialement Disneyland After Dark. Stig Pedersen suggère avec ce nom que, une fois plongé dans le noir, tout peut arriver à Disneyland. 
Le groupe, composé de Jesper Binzer, Stig Pedersen, Peter Lundholm Jensen et de la petite amie de Stig, Lene Glumer, joue son premier concert dans une auberge de jeunesse appelée Sundby Algaard. En décembre 1982, Lene Glumer quitte la formation et est remplacée en 1984 par le frère cadet de Jesper. La formation se stabilise alors avec Jesper Binzer au chant et à la guitare, Jacob Binzer à la guitare, Stig Pedersen à la basse et à la deuxième voix et de Peter Lundholm Jensen à la batterie.
Ils publient leur premier album, Call of the Wild en 1986 et D.A.D Draws a Circle l'année suivante. Ils rencontrent le succès international avec la sortie, en 1989,  de No Fuel Left for the Pilgrims. Le groupe signe dès lors avec la major Warner Bros.. 
Désormais connu hors de leurs frontières, le groupe, sous la menace d'un procès de la part de The Walt Disney Company, ne conserve que l'acronyme de son nom initial,. 
À partir de 1999, Laust Sonne remplace Peter Lundholm Jensen à la batterie. Le 17 juin 2005, sur le EuroSpeedway Lausitz, en première partie du festival d'adieu du groupe Böhse Onkelz, D.A.D se produit devant 120 000 spectateurs.
En 2011, le groupe sort l'album Dic.nii.lan.daft.erd.ark, pied de nez à Disney, qui se classe deuxième des charts danois,.

## Membres
- Jesper Binzer - chant
- Jacob Binzer - guitare
- Stig Pedersen - basse
- Peter Lundholm (Laust Sonne) - batterie (depuis 1998)

## Discographie

### Albums studio
- 1986 : Call of the Wild
- 1987 : D.A.D Draws a Circle
- 1989 : No Fuel Left for the Pilgrims
- 1991 : Riskin' It All
- 1995 : Helpyourselfish
- 1997 : Simpatico
- 2000 : Everything Glows
- 2002 : Soft Dogs
- 2004 : Scare Yourself
- 2008 : Monster Philosophy
- 2011 : Dic.Nii.Lan.Daft.Erd.Ark
- 2019 : A Prayer For The Loud
- 2024 : Speed of Darkness

### Albums live
- 1990 : Osaka After Dark
- 1998 : Psycopathico
- 2006 : Scare Yourself Alive

### Compilations
- 1989 : D.A.D Special
- 1995 : Good Clean Family Entertainment You Can Trust - Milestone Material 85-95
- 2000 : The Early Years

### Singles et EP
- Standin' on the Never Never (1985)
- It's After Dark (1986)
- Isn't That Wild (1987)
- A Horse With No Name (1987)
- Sleeping My Day Away (1989)
- Girl Nation (1989)
- Jihad (1990)
- Bad Craziness (1991)
- Laugh 'n' A 1/2 (1992)
- Grow or Pay (1992)
- Reconstrucdead (1995)
- Helpyourselfish (1995)
- Home Alone 4 (1997)
- Jacketless in December (1998)
- Everything Glows (2000)
- Nineteenhundredandyesterday (2000)
- Scare Yourself (2005)